# Moussy-le-Neuf
Moussy-le-Neuf je francouzská obec v departementu Seine-et-Marne v regionu Île-de-France. V roce 2012 zde žilo 2 927 obyvatel.

## Poloha
Obec leží u trojmezí departementů Seine-et-Marne, Val-d'Oise a Oise, tedy u hranic regionu Île-de-France s regionem Hauts-de-France. Sousední obce jsou: Mauregard, Mortefontaine (Oise), Moussy-le-Vieux, Othis, Plailly (Oise) a Vémars (Val-d'Oise).

## Vývoj počtu obyvatel
Počet obyvatel